# 二氯化二(乙二胺)合镍(II)
二氯化二(乙二胺)合镍(II)是化学式为NiCl2(en)2的配位化合物，其中en是指乙二胺。该蓝色固体易溶于水和极性有机溶剂。这种配合物是中性的。该物质既有无水态也能以水合物形式存在。制备NiCl2(en)2的方法是用乙二胺处理氯化镍溶液。晶体材料的制备其实是[Ni(en)3]Cl2.2H2O 和水合氯化镍中配体的再分配：
2 [Ni(en)3]Cl2  +  NiCl2   →   3 NiCl2(en)2
配体的迅速再分配表明八面体镍(II)配合物是动力学不稳定的。